# اوئه‌مورا شوئن
اوئه‌مورا شوئن (انگلیسی: Uemura Shōen؛ به ژاپنی: 上村 松園؛ ۲۳ آوریل ۱۸۷۵ – ۲۷ اوت ۱۹۴۹) نام هنری یک نقاش اهل ژاپن بود. نام واقعی او اوئه‌مورا تسونه (به انگلیسی: Uemura Tsune) بود.
او یکی از هنرمندان نقاش مهم زن در دوره میجی، تایشو و اوایل دوره شووا بشمار می‌رود. شؤون در درجه اول برای نقاشی‌های بیجینای زیبا از زنان در سبک نیهونگا شناخته شده است. اگر چه او آثار متعددی در تم‌های تاریخی و سنتی نیز تولید کرده است.